# Svetinja (Jakšić)
Svetinja falu Horvátországban, Pozsega-Szlavónia megyében. Közigazgatásilag Jakšićhoz tartozik.

## Fekvése
Pozsegától légvonalban 6, közúton 7 km-re északkeletre, községközpontjától 1 km-re nyugatra, Szlavónia középső részén, a Pozsegai-medencében, Emonovci és Jakšić között fekszik. 

## Története
A kis település nevéből arra lehet következtetni, hogy itt valamilyen megszentelt építmény volt egykor.  A török korból nincsen adat a létezésére. A török kiűzése után a blackoi uradalomhoz tartozott, melynek birtokosai sűrűn változtak. A 19. században a szerb származású Svetozar Kuševićnek Szerém vármegye főispánjának a tulajdona volt, aki 1882-ben Ferenc Józseftől kapott nemességet és címert. A század második felében a mezőgazdasági munkák végzésére magyar és német lakosságot telepítettek ide. A település lakosságát csak 1890-ben számlálták meg először. Önálló település csak az első világháborút követő agrárreform után lett, amikor leválasztották az egykori uradalomból. 
1890-ben 38, 1910-ben 41 lakosa volt. 1910-ben a népszámlálás adatai szerint lakosságának 51%-a magyar, 24%-a horvát, 22%-a német anyanyelvű volt. Pozsega vármegye Pozsegai járásának része volt. Az első világháború után 1918-ban az új szerb-horvát-szlovén állam, majd később (1929-ben) Jugoszlávia része lett. A második világháború idején a német és magyar lakosságot a partizánok elüldözték. 1991-ben lakosságának 87%-a horvát nemzetiségű volt. A településnek 2011-ben 67 lakosa volt.

## Lakossága
| Lakosság változása | Lakosság változása | Lakosság változása | Lakosság változása | Lakosság változása | Lakosság változása | Lakosság változása | Lakosság változása | Lakosság változása | Lakosság változása | Lakosság változása | Lakosság változása | Lakosság változása | Lakosság változása | Lakosság változása | Lakosság változása |
| ------------------ | ------------------ | ------------------ | ------------------ | ------------------ | ------------------ | ------------------ | ------------------ | ------------------ | ------------------ | ------------------ | ------------------ | ------------------ | ------------------ | ------------------ | ------------------ |
| 1857               | 1869               | 1880               | 1890               | 1900               | 1910               | 1921               | 1931               | 1948               | 1953               | 1961               | 1971               | 1981               | 1991               | 2001               | 2011               |
| 0                  | 0                  | 0                  | 38                 | 38                 | 41                 | 37                 | 42                 | 91                 | 31                 | 48                 | 58                 | 58                 | 62                 | 68                 | 67                 |

## Nevezetességei
Szent György tiszteletére szentelt római katolikus kápolnáját 1995-ben építették.